# Supercopa da França de 2022
A Supercopa da França de 2022 ou Trophée des Champions 2022 foi a 27ª edição do torneio, disputada em partida única entre o campeão da Ligue 1 de 2021–22 (Paris Saint-Germain) e o campeão da Copa da França de 2021–22 (Nantes). O jogo foi disputado no Bloomfield Stadium em Tel Aviv, Israel.

## Participantes
| Equipe              | Classificação                                   |
| ------------------- | ----------------------------------------------- |
| Paris Saint-Germain | Campeão da Ligue 1 de 2021–22                   |
| Nantes              | Campeão da Copa da França de Futebol de 2021–22 |

## Partida
| 31 de julho de 2022 | Paris Saint-Germain                                        | 4 – 0 | Nantes | Bloomfield Stadium, Tel Aviv |
| 21:00               | Lionel Messi 22' · Neymar 45+5' 82 (P)' · Sergio Ramos 57' |       |        |                              |

## Campeão
| Supercopa da França de 2022    |
| ------------------------------ |
| Paris Saint-Germain 11° titulo |